# Nikolaj Bulganin
Nikolaj Aleksandrovitj Bulganin (ryska: Никола́й Алекса́ндрович Булга́нин), född 11 juni (30 maj enligt g.s.) 1895 i Nizjnij Novgorod, död 24 februari 1975 i Moskva, var sovjetisk politiker. 

## Biografi
Bulganin gick med i bolsjevikpartiet 1917 i samband med revolutionen och tjänstgjorde 1922-1927 i tjekan. Han var lojal mot Stalin under maktkampen som inledde inom Sovjetunionens kommunistiska parti på 1920-talet, och medan Stalin fängslade och mördade sina motståndare steg Bulganin i graderna. Han invaldes 1935 i partiets centralkommitté och blev 1937 premiärminister i Ryska SFSR. Under andra världskriget var han ansvarig för vissa frontavsnitt i Sovjetunionens försvar och tilldelades titeln marskalk av Sovjetunionen. Från 1946 var han medlem av ministerrådet (regeringen) och från 1949 dess vice ordförande. 
Efter Stalins död 1953 blev Bulganin förste vice ordförande i ministerrådet och försvarsminister. Han stödde Nikita Chrusjtjovs avstalinisering och dennes maktkamp mot Georgij Malenkov, samt efterträdde den senare som Sovjetunionens premiärminister 1955. Efter att ha tvekat i samband med Malenkovs, Molotovs och Kaganovitjs, den så kallade antipartigruppens, misslyckade kuppförsök i juni 1957 förlorade han dock Chrusjtjovs förtroende. Under några månader tilläts han stanna på sin post men i mars 1958 tvingades han att avgå. Senare samma år tvingades han att lämna centralkommittén, blev av med hederstiteln marskalk av Sovjetunionen och stämplades som partifiende. Efter att ha innehaft lägre administrativa poster gick Bulganin i pension 1960.